# Nils Hesslén

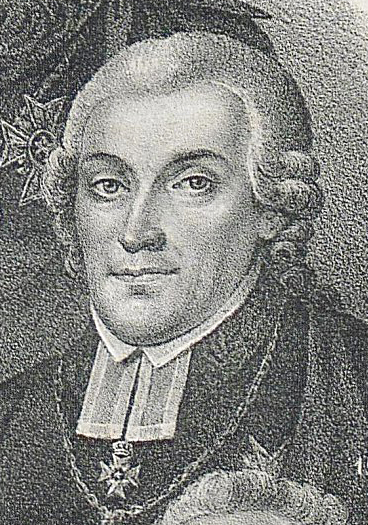
Nils Hesslén, Stich von Adolf Hårdh.

Nils Hesslén (* 2. September 1728 in Visseltofta [heute Gemeinde Osby]; † 13. April 1811) war ein schwedischer Theologe, Universitätsprofessor und lutherischer Bischof.
Hesslén studierte ab 1745 an der Universität Lund, wo er 1751 den Magistergrad erwarb. Anschließend diente er 15 Jahre lang als Hauslehrer bei Bischof Johan Engeström. Nebenamtlich wirkte er während dieser Zeit auch als Dozent, seit 1760 als Adjunkt, an der Universität und als Lehrer an der Trivialschule. Nach der Ordination 1764 wurde er im folgenden Jahr Präbendepfarrer von Husie und Västra Skrävlinge (heute Teile der Gemeinde Malmö), ab 1770 zusätzlich als Propst. 1769 zum Dr. theol. promoviert, kehrte er 1775 als vierter Theologieprofessor an die Universität Lund zurück. Hier stieg er weiter in der Hierarchie auf, bis er 1794 erster Professor und Dompropst wurde. 1784 und 1796 amtierte er als Rektor der Universität. Er beteiligte sich an der Gründung der Königlichen Physiographischen Gesellschaft in Lund, als deren Präsident er 1783/84 wirkte.
Schon 1777 und 1794 hatte er ohne Erfolg auf den Vorschlagslisten für das Amt des Bischofs von Lund gestanden. Nach dem Tod von Bischof Petrus Munck im Juli 1803 erhielt er bei der Wahl die Mehrheit der Stimmen und wurde – wegen der kriegsbedingten Abwesenheit von König Gustav IV. Adolf erst im März 1805 – in das Bischofsamt berufen. Er wurde von Erzbischof Jacob Axelsson Lindblom im Sommer 1805 eingeführt und amtierte bis zu seinem Tod als Bischof des Bistums Lund, ohne dort besondere Akzente zu setzen. Sein besonderes Engagement galt weiterhin der Universität, deren Prokanzler er qua Amt war.
Hesslén war seit dem 2. August 1779 mit Johan Engeströms Tochter Maria Beata (1744–1822) verheiratet. Die Ehe blieb kinderlos. Seit 1807 war er Ritter, seit 1809 Kommandeur des Nordstern-Ordens.